# Euproctis nigrifinis
Euproctis nigrifinis är en fjärilsart som beskrevs av Swinhoe 1903. Euproctis nigrifinis ingår i släktet Euproctis och familjen tofsspinnare. Inga underarter finns listade i Catalogue of Life.